# 八文字屋自笑

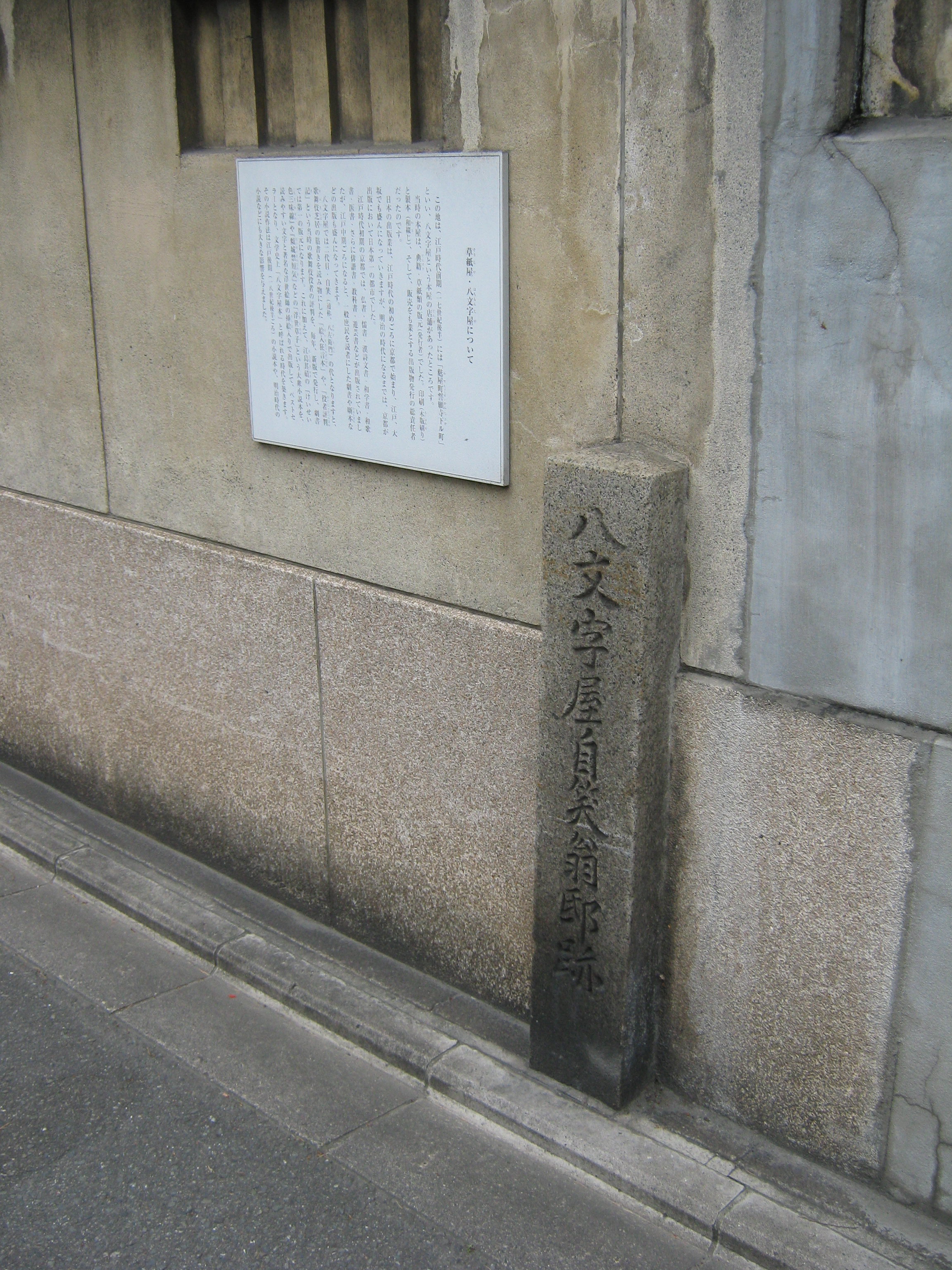
八文字屋自笑翁邸跡、京都市中京区麩屋町通六角下る西側

八文字屋 自笑（はちもんじや じしょう、生年不詳 - 延享2年11月11日（1745年12月3日））は、江戸時代の浮世草子作者、書肆。書肆としては八文字屋八左衛門と称した。文学史上に八文字屋本として知られる作品群を板行した事蹟で知られる。

## 初代
姓は安藤、京の書肆八文字屋八左衛門の2代目か3代目にあたる。元禄初年頃に家業を継ぎ、絵入狂言本や役者評判記、浮世草子を刊行するなど、家業を拡大する。元禄9年（1696年）頃から江島其磧と提携し、『けいせい色三味線』や『役者口三味線』を刊行し、その後の役者評判記、浮世草子の原型を作る。役者評判記の挿絵には西川祐信を採用し、其磧の趣向とあいまって、西沢一風を擁した菊屋七郎兵衛との競合に勝利する。宝永7年（1710年）頃から、名声と利益の配分を巡って其磧と不和になり、正徳4年（1714年）からは其磧と決別するも、享保3年（1718年）に和解する。其磧が死ぬと、元文4年（1740年）から多田南嶺を代作者とし、自笑単独もしくは八文字屋其笑と連名で浮世草子を刊行した。
「風流絵本」と称して、西川祐信の絵本類を多数刊行した。

## 二代目
孫の八文字屋瑞笑が一時期、この号を用いた。

## 三代目
元文元年（1737年） - 文化12年（1815年）6月6日没。本名、安藤興邦。初代自笑の孫で、其笑の子、瑞笑の弟にあたる。与謝蕪村門の俳人。二代目其笑と号した後、素玉・八文字自笑・凌雲堂自笑・八文舎自笑などと号を変えながら、浮世草子作品も手がけた。明和3年（1766年）末、浮世草子の板木を升屋大蔵に売却し、役者評判記や演劇考証書、俳書を刊行するものの家業は衰退した。三代目の子は放蕩者で財産を全て使い果たし、八文字屋は絶えた。